# Capillaria hepatica
Capillaria hepatica é uma espécie de nematódeo da família Trichinellidae. Adultos são frequentemente encontrados parasitando roedores e vários outros mamíferos, e ocasionalmente o homem.